# Frankenwinheim
Frankenwinheim – miejscowość i gmina w Niemczech, w kraju związkowym Bawaria, w rejencji Dolna Frankonia, w regionie Main-Rhön, w powiecie Schweinfurt, wchodzi w skład wspólnoty administracyjnej Gerolzhofen. Leży około 18 km na południe od Schweinfurtu.

## Dzielnice
W skład gminy wchodzą dwie dzielnice: Brünnstadt i Frankenwinheim.

## Demografia
| Rok  | Liczba mieszk. |
| ---- | -------------- |
| 1970 | 973            |
| 1987 | 890            |
| 2005 | 1016           |

## Oświata
(na 1999)

W gminie znajduje się 50 miejsc przedszkolnych (z 45 dziećmi).